# دره‌های خشک مک‌موردو

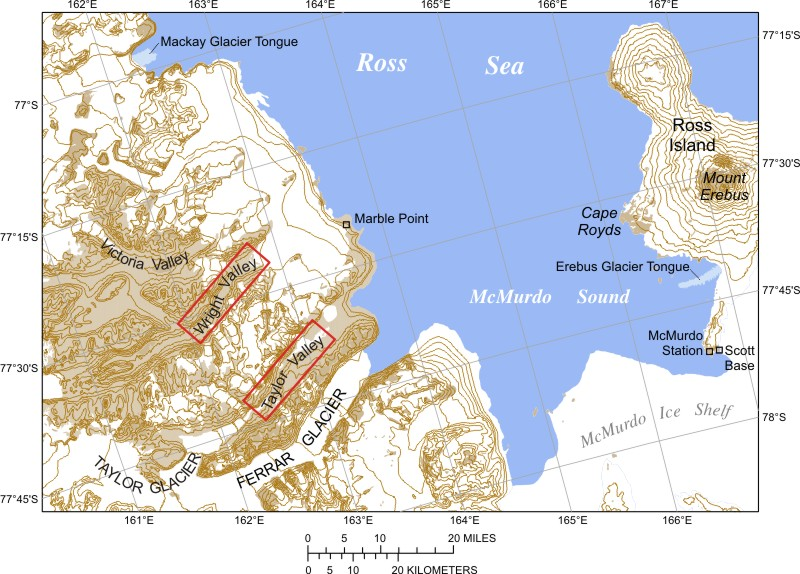
نقشه دریاراه مک‌موردو و دره‌های خشک

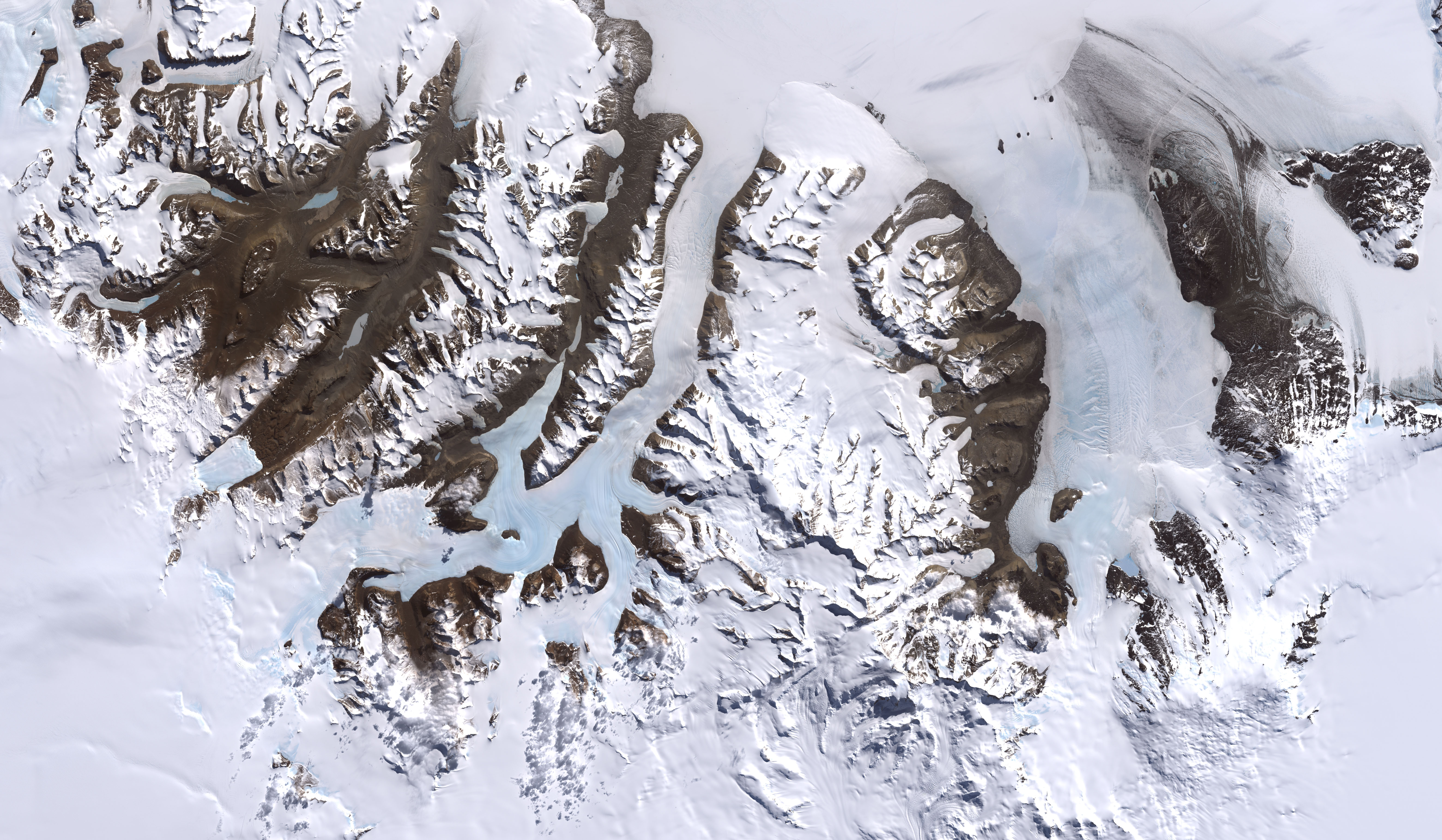
تصویر ماهواره لندست ۷ از دره‌های خشک مک‌موردو در ۱۸ دسامبر ۱۹۹۹

دره‌های خشک مک‌موردو (انگلیسی: McMurdo Dry Valleys) مجموعه‌ای از دره‌های عاری از برف و یخ در جنوبگان هستند که در سرزمین ویکتوریا و غرب دریاراه مک‌موردو قرار دارد. این دره‌های خشک دارای رطوبت بسیار کم بوده و کوه‌های پیرامون آن مانع از جریان یخ از یخچال‌های اطراف به سمت آن می‌شود. سنگ‌های تشکیل‌دهنده بستر این دره‌ها از نوع سنگ خارا و گنیس و قطعات یخ‌نهشته‌های یخچالی و شن‌ها و قلوه‌سنگ‌های آزاد است.
این منطقه یکی از بیابانی‌ترین نقاط کره زمین است و پدیده‌هایی مانند دریاچه ویدا که دریاچه‌ای شور است و رود اونیکس که جریان آب مایع و طولانی‌ترین رود جنوبگان است در آن دیده می‌شود. اگر چه هیچ ارگانیسم زنده‌ای در خاک منجمد این محل یافت نشده، ولی باکتری‌های فتوسنتزی در لایه‌های نسبتاً داخلی مرطوب‌تر و همچنین اندامگان بی‌هوازی با متابولیسم بر پایه آهن و گوگرد که در زیر یخچال تیلور زندگی می‌کنند، یافت می‌شود.